# 横峰县
横峰县位于中国江西省东北部，隶属于上饶市，位于上饶市中部、东与广信区相邻，南与铅山县接壤，西与弋阳县相连，北与德兴市毗连，縣人民政府駐岑阳镇。
橫峰縣境内拥有岑山国家森林公园等10多个城市主题公园、市民休闲广场、湿地公园。

## 历史和文化
建县历史
明嘉靖39年（公元1560年）由弋阳析横峰寨置兴安县。 因与广西兴安县同名，故于1914年改为横峰县，因县北横峰山得名。
横峰窑
横峰县历史上“横峰窑”曾经与景德镇瓷器齐名，生产的仿龙泉瓷畅销江南，自宋、元、明、清至民国初期长盛不衰，尤其在元、明盛极一时。舞龙灯、串堂、赣剧一直流传，提线木偶被评为“全省非物质文化遗产”。
横峰木偶戏
横峰木偶戏也叫傀儡戏，俗称吊戏，又名提线木偶戏，属宋代悬丝傀儡，百姓称为“平安戏”。该戏现拥有丰富的演出剧目和古老的声腔。剧目分连台戏、整本戏和花杂戏三种，尚存紫鸿班、紫霞班和紫荆班，现有《目连传》、《西游记》、《奶娘传》等传统剧目80余个。2008年5月，横峰木偶戏成功入选第二批省级非物质文化遗产名录。

## 行政区划
横峰县下辖1个街道办事处、2个镇、6个乡：
兴安街道、岑阳镇、葛源镇、姚家乡、莲荷乡、司铺乡、港边乡、龙门畈乡、青板乡、红桥垦殖场、上坑源林场、山黄林场和新篁办事处。

## 人口
2021年末，横峰县共有户籍人口22.91万人，其中乡村人口12.75万人，城镇人口10.16万人。

## 地理
北部为怀玉山区，中部和南部为丘陵，有“七山半水二分田，半分道路与庄园”之称。

## 交通
横峰县距上饶市35公里，距南昌210公里，距上海624公里。
- 铁路：沪昆铁路、峰福铁路
- 公路： 320国道、 353国道、 沪昆高速

## 经济
现有农业、锁业、纺器业、铜材加工业、服装加工业等五大支柱产业，建有兴安工业园。
2001年被列入国家扶贫重点县名单中，近年来随着横峰县的经济增长，2018年7月横峰县从此名单中撤销.
2016年横峰县开始实施“秀美乡村，幸福家园“振兴策略，聘请浙江大学专家设计，因地制宜打造全县各地660个秀美自然村落，大力发展乡村旅游经济及特色农业，被评为江西美丽宜居示范县，“四好农村路”全国示范县，获登中国“三农”十大创新榜.

## 自然资源
稀有金属钽和铌储量位居“亚洲第一”。
原煤储量约4000万吨。

## 风景名胜
- 岑山国家森林公园 岑山国家森林公园位于横峰县境内，2008年被列入国家级森林公园， 面积955公顷，由岑山主景区、赭亭山副景区与油筒石副景区“一主两副”组成，集森林、岩峰、幽壑、溪泉、古刹和丹霞地貌于一体，地形起伏多变，群山绵延，山石林立，沟谷纵横，动植物种类丰富。
- 葛源镇，中国历史文化名镇，原赣东北革命根据地中心

## 特产
横峰葛：中国地理标志产品。